# Eric Pohlmann
Eric Pohlmann (en alemán: Erich Pohlmann; Viena, Austria-Hungría; 18 de julio de 1913-Bad Reichenhall, Alta Baviera, Alemania; 25 de julio de 1979) fue un actor secundario austríaco de teatro, cine y televisión que trabajó principalmente en Gran Bretaña.

## Primeros años
Nacido como Erich Pollak en Viena, Austria-Hungría, fue un actor de formación clásica que estudió bajo el renombrado director Max Reinhardt. Apareció en el Raimund Theater, y suplementaba sus ingresos trabajando como artista en un bar.
En 1939, siguió a su novia y esposa más tarde, la actriz judía Lieselotte Goettinger (más conocida en Reino Unido por actuar como guardia del campo de concentración en las películas de guerra Odette y Carve Her Name With Pride), al exilio en Londres. Allí él participó en transimisiones de propaganda contra los nazis en la BBC. Con el fin de ganarse la vida, los Pohlmann tomaron posiciones temporalmente en el hogar del Duque de Bedford, Lieselotte como cocinera y Eric, como se le conocía ahora, mayordomo.

## Carrera
Tras la guerra, empezó una carrera en los escenarios de Londres. Entre otros papeles, el actuó como "Peachum" en La ópera de los tres centavos, de Bertolt Brecht y Kurt Weill. Desde el final de la década de 1940, Pohlmann estuvo normalmente presente en producciones de cine y televisión, teniendo papeles secundarios en varias películas de aventura y crimen, y apareciendo ocasionalmente en comedias. Sus grandes características le en casillaron en otros papeles como maestros criminales y espías, o a la inversa como oficiales de policía o detectives, así como otras figuras de autoridad. Fue frecuentemente emitido en papeles "extranjeros", representando turcos, italianos, árabes, griegos u orientales; también actuó como el rey Jorge I, el rey Jorge II en Rob Roy, the Highland Rogue y el rey Jorge III en dos ocasiones.
Una de sus primeras apariciones fue en el clásico de Carol Reed, El tercer hombre (1949, The Third Man en inglés). También actuó en papeles secundarios en películas británicas como They Who Dare (1954), Chance of a Lifetime (1950), Reach for the Sky (1956), y Expresso Bongo (1960). También apareció en producciones estadounidenses, notablemente Moulin Rouge (1952), Mogambo (1953), El loco del pelo rojo (Lust For Life en inglés; 1956) y 55 días en Pekín (55 days at Peking en inglés; 1963). Apareció dos veces en películas dirigidas por Richard Thorpe y protagonizando Robert Taylor - The Adventures of Quentin Durward (1955) y The House of the Seven Hawks (1959).
Mostró sus talentos cómicos en películas como Gentlemen Marry Brunettes (1955) con Jane Russell, como un lascivo jeque árabe en The Belles of St Trinian's (1954), como "El Hombre Gordo" en Carry On Spying (1964) y en El regreso de la Pantera Rosa (The Return of the Pink Panther en inglés; 1975).
Pohlmann (sin acreditar) también proporcionó la voz de la cabeza invisible de SPECTRE, Ernst Stavro Blofeld, en las películas de James Bond From Russia with Love (1963) y Operación Trueno (Thunderball en inglés; 1965).
En la década de 1960 y 1970, Pohlmann regresaba regularmente a su tierra natal para desempeñar numerosos papeles secundarios en producciones de televisión alemanas y austriacas. Tuvo papeles de invitado en la popular serie de crímenes Der Kommissar y Derrick, y también apareció en papeles de televisión para la Radiodifusión Austriaca y la Radiodifusión Bávara, a menudo bajo la dirección de Franz Josef Wild. Además de The Defence Counsel (1961) con Barbara Rütting y Carl-Heinz Schroth, apareció en Der Kleine Lord (1962) con Albrecht Schoenhals y Michael Ande, al igual que The Dreyfus Affair (1968) con Michael Vogler y Bernhard Wicki. En 1962, Pohlmann también apareció en The Puzzle of the Red Orchid protagonizándola Marisa Mell, Christopher Lee y Klaus Kinski, una adaptación alemana de una novela de Edgar Wallace.
El mayor éxito de Pohlmann en la televisión alemana fue en 1970 con una adaptación de la novela La dama de blanco (The Woman In White en inglés) de Wilkie Collins, una de las producciones más exitosas del año que ganó alrededor de 9 millones de telespectadores. Bajo la dirección de William Semmelroth, Pohlmann apareció en el papel del villano Count Fosco, junto a Heidelinde Weis, Christoph Bantzer, Pinkas Braun y Helmut Käutner. La mini- serie tiene un seguimiento de culto en la actualidad.
Pohlmann fue regular en la televisión Británica, teniendo el papel del "Inspector Goron" en la serie de 1952-1954 Colonel March of Scotland Yard con Boris Karloff, y apareciendo como un invitado estrella en series como El Santo (The Saint en inglés), Los invencibles de Némesis (The Champions en inglés), Los vengadores (The Avengers en inglés), Danger man ("Alta tensión" en México y "Cita con la muerte" en Argentina), Department S, Jason King y Paul Temple.
En 1978, trabajó con el actor-director Maximilian Schell en una producción de cine austriaca/alemana de Cuentos de los bosques de Viena de Ödön von Horváth. La película fue emitida en el Festival de Cine de Londres de 1979. En ese año, durante los ensayos finales para su segunda aparición en el Festival de Salzburgo, Pohlmann sufrió un ataque al corazón, y murió el mismo día en un hotel en Bad Reichenhall. Tenía 66 años.
En 2006, el festival de Turner Classic Movies 31 Days of Oscar estuvo basado en el tema 360 Degrees of Oscar (basado en el juego Seis grados de Kevin Bacon), en el cual TCM elige un actor que ha desempeñado un papel significativo en la historia de los Óscares y basa toda su programación en torno a él. Eligieron a Eric Pohlmann.
También apareció en el teatro (Out Of Court de Henry Cecil es una producción, y este editor recuerda verle en él).

## Filmografía
- (1949) El tercer hombre (The Third Man en inglés, como el camarero en Smolka's).
- (1950) Blackout
- (1950) Highly Dangerous
- (1951) The Long Dark Hall
- (1951) There Is Another Sun
- (1951) Hell is Sold Out
- (1952) Emergency Call
- (1952) The Woman's Angle
- (1953) Blood Orange
- (1953) Mogambo
- (1954) Flame and the Flesh
- (1954) The Belles of St Trinian's
- (1955) A Prize of Gold
- (1955) Break in the Circle
- (1955) The Constant Husband
- (1955) Gentlemen Marry Brunettes
- (1955) The Adventures of Quentin Durward
- (1956) The Gelignite Gang
- (1956) El loco del pelo rojo (Lust for Life en inglés).
- (1957) The Counterfeit Plan
- (1957) Not Wanted on Voyage
- (1957) Fire Down Below
- (1957) Interpol
- (1957) Across the Bridge
- (1958) Three Crooked Men
- (1959) The House of the Seven Hawks
- (1959) Alive and Kicking
- (1959) Upstairs and Downstairs
- (1960) Life Is a Circus
- (1960) Sands of the Desert
- (1960) No Kidding
- (1961) Carry On Regardless
- (1961) The Kitchen
- (1962) The Puzzle of the Red Orchid
- (1962) Village of Daughters
- (1962) Mrs. Gibbons' Boys
- (1962) The Devil's Agent
- (1963) Cairo
- (1963) Follow the Boys
- (1963) 55 días en Pekín (55 Days at Peking en inglés).
- (1963) Dr. Syn, Alias the Scarecrow
- (1964) Carry On Spying
- (1964) Hot Enough for June
- (1965) Those Magnificent Men in their Flying Machines
- (1966) Where the Spies Are
- (1968) Inspector Clouseau, el rey del peligro (Inspector Clouseau en inglés).
- (1970) Foreign Exchange (película de televisión)
- (1971) The Horsemen
- (1973) Tiffany Jones
- (1975) El regreso de la Pantera Rosa (The Return of the Pink Panther en inglés).
- (1979) Ashanti
- (1979) Tales from the Vienna Woods